# 확장된 실수
수학에서 확장된 실수(擴張된實數, 영어: extended real number)는 실수이거나 아니면 ±∞인 수이다.

## 정의
확장된 실수의 집합 {\displaystyle {\bar {\mathbb {R} }}}는 집합으로서 실수들의 집합에 양과 음의 무한대를 추가한 집합이다.
{\displaystyle {\bar {\mathbb {R} }}=\mathbb {R} \sqcup \{+\infty ,-\infty \}}
이는 다음과 같이 실직선의 일부로 간주할 수 있다.
{\displaystyle \arctan \colon {\bar {\mathbb {R} }}\to [-\pi /2,\pi /2]}
{\displaystyle \arctan(x)={\begin{cases}\pi /2&x=+\infty \\-\pi /2&x=-\infty \\\arctan(x)&x\in \mathbb {R} \end{cases}}}
이에 따라, {\displaystyle {\bar {\mathbb {R} }}}에 부분 공간 위상을 줄 수 있다.
또한, {\displaystyle {\bar {\mathbb {R} }}}는 자연스럽게 전순서를 갖춘다. 여기서는 모든 {\displaystyle a\in \mathbb {R} }에 대하여,
{\displaystyle -\infty <a<\infty }
가 된다. 이에 따라서 {\displaystyle {\bar {\mathbb {R} }}}는 완비 격자를 이룬다. 즉, 모든 부분 집합은 상한과 하한을 갖는다.

### 산술 연산
확장된 실수의 경우, 산술 연산을 다음과 같이 부분적으로 정의할 수 있다. 모든 {\displaystyle a^{+}\in \mathbb {R} ^{+}}, {\displaystyle a^{-}\in \mathbb {R} ^{-}}에 대하여,
(덧셈) {\displaystyle a^{+}\pm \infty =a^{-}\pm \infty =0\pm \infty =\pm \infty \pm \infty =\pm \infty }
(덧셈의 역원) {\displaystyle -(\pm \infty )=\mp \infty }
(곱셈) {\displaystyle a^{+}\cdot (\pm \infty )=a^{-}\cdot (\mp \infty )=\pm \infty \cdot \infty =\mp \infty \cdot (-\infty )=\pm \infty }
(곱셈의 역원) {\displaystyle (\pm \infty )^{-1}=0}
그러나 다음과 같은 연산들은 정의할 수 없다 (즉, 어떻게 정의하더라도 덧셈과 곱셈이 좋은 성질을 갖지 못한다).
{\displaystyle 0\cdot \infty =?}
{\displaystyle \infty -\infty =?}
{\displaystyle 0^{-1}=?}
다만, 측도론에서는 보통 {\displaystyle 0\cdot \infty =0}으로 정의하여 사용한다.
덧셈이나 곱셈을 일반적으로 정의할 수 없기 때문에, {\displaystyle {\bar {\mathbb {R} }}}는 군이나 환, 심지어 모노이드의 구조를 가지지 않는다. 다만, 다음이 성립한다.
- {\displaystyle {\bar {\mathbb {R} }}\setminus \{0\}}는 곱셈 가환 모노이드를 이룬다.
  - 만약 {\displaystyle 0\cdot \infty =0}으로 정의한다면, {\displaystyle {\bar {\mathbb {R} }}}는 곱셈 가환 모노이드를 이룬다.
- {\displaystyle {\bar {\mathbb {R} }}\setminus \{-\infty \}}와 {\displaystyle {\bar {\mathbb {R} }}\setminus \{+\infty \}}는 각각 덧셈 가환 모노이드를 이룬다.
- 만약 {\displaystyle 0\cdot \infty =0}으로 정의한다면, 음이 아닌 확장된 실수 {\displaystyle {\bar {\mathbb {R} }}_{\geq 0}=[0,\infty ]}는 가환 반환을 이룬다.

### 지수 함수
다음과 같이 지수 함수를 정의할 수 있다.
{\displaystyle \exp \colon {\bar {\mathbb {R} }}\to [0,\infty ]}
{\displaystyle \exp(-\infty )=0}
{\displaystyle \exp(+\infty )=+\infty }
이는 전단사 함수이며, 다음과 같은 성질을 만족시킨다.
{\displaystyle \exp(a+b)=\exp(a)\exp(b)\qquad \left(a,b\in {\bar {\mathbb {R} }},;(a,b)\not \in \left\{(-\infty ,+\infty ),(+\infty ,-\infty )\right\}\right)}
마찬가지로, 그 역함수인 로그 함수
{\displaystyle \log \colon [0,\infty ]\to {\bar {\mathbb {R} }}}
를 정의할 수 있다. 이는 다음과 같은 성질을 만족시킨다.
{\displaystyle \log(ab)=\log(a)+\log(b)\qquad \left(a,b\in [0,\infty ],;(a,b)\not \in \left\{(0,\infty ),(\infty ,0)\right\}\right)}

### 기타 함수
만약 어떤 실함수 {\displaystyle f\colon \mathbb {R} \to \mathbb {R} }가
{\displaystyle \lim _{x\to \infty }f(x)=a}
인 경우,
{\displaystyle f(\infty )=a}
로 정의한다.

## 같이 보기
- 0으로 나누기
- 이상 적분
- 무한
- 급수 (수학)